# Moonage Daydream
Pour le film sur David Bowie, voir Moonage Daydream (film).
Singles de The Arnold Corns
Hang On to Yourself
(août 1972)
Moonage Daydream est une chanson écrite par David Bowie en 1971. Elle est d'abord parue en single la même année sous le nom d'Arnold Corns, un groupe chapeauté par Bowie. L'année suivante, une nouvelle version apparaît sur son album The Rise and Fall of Ziggy Stardust and the Spiders from Mars.

## Histoire

### Première version
David Bowie écrit Moonage Daydream en février 1971, durant son premier séjour aux États-Unis. De retour au Royaume-Uni, il l'enregistre le 25 février aux studios londoniens de Radio Luxembourg. Sa face B, Hang On to Yourself, est enregistrée le même jour. Il est accompagné sur ces deux chansons par le trio Rungk, composé du guitariste Mark Pritchett, du bassiste Pete de Somogyl et du batteur Tim Broadbent. L'éditeur de Bowie, Bob Grace, lui suggère de les sortir en single pour compenser le coût de la location des studios. Comme Bowie est sous contrat avec Mercury Records, il est décidé de les publier sous le pseudonyme d'Arnold Corns. Le chanteur reste dans l'ombre : dans les publicités, le chanteur d'Arnold Corns est interprété par son ami Freddie Burretti, un styliste sans expérience musicale qui est rebaptisé pour l'occasion Rudi Valentino.
Le 45 tours Moonage Daydream / Hang On to Yourself est publié par le label B&C Records le 7 mai. Ni la presse, ni le public ne s'y intéressent. Cette version de Moonage Daydream est ultérieurement reprise en bonus sur les rééditions CD de The Man Who Sold the World (1990) et The Rise and Fall of Ziggy Stardust and the Spiders from Mars (2002), ainsi que dans la compilation de 2015 Re:Call 1.

### Deuxième version
Pistes de The Rise and Fall of Ziggy Stardust and the Spiders from Mars
Soul Love
(2) Starman
(4)
À la fin de l'année 1971, Bowie reprend Moonage Daydream en vue de l'inclure sur son album The Rise and Fall of Ziggy Stardust and the Spiders from Mars. Il la réenregistre le 12 novembre aux studios Trident avec son groupe d'accompagnement, les Spiders from Mars : Mick Ronson à la guitare, Trevor Bolder à la basse et Mick Woodmansey à la batterie. Cette deuxième version présente des paroles complètement différentes et des arrangements plus élaborés. Elle apparaît en troisième position sur l'album, qui sort le 16 juin 1972 au Royaume-Uni.

### Postérité
Bowie continue à interpréter Moonage Daydream tout au long de sa carrière. Elle fait partie de son répertoire scénique lors des tournées Ziggy Stardust Tour (1972-1973), Diamond Dogs Tour (1974), Outside Tour (1995-1996), Earthling Tour (1997) et Heathen Tour (2003). Des versions live de cette chanson figurent sur les albums David Live (1974), Ziggy Stardust: The Motion Picture (1983), Bowie at the Beeb (2000) et Live Santa Monica '72 (2008), ainsi qu'en face B de certaines versions du single Hallo Spaceboy, sorti en février 1996.
Moonage Daydream est utilisée dans les films Les Petits Mouchoirs (2010) et Les Gardiens de la Galaxie (2014).

## Caractéristiques artistiques
Nicholas Pegg décrit la première version de Moonage Daydream comme une tentative éhontée de la part de Bowie d'écrire une chanson américaine, avec de nombreuses expressions typiques de l'anglais américain dans les paroles, mais le résultat souffre à ses yeux d'arrangements patauds. Il considère que la version de The Rise and Fall of Ziggy Stardust and the Spiders from Mars est nettement supérieure d'un point de vue musical et la décrit comme la « clef de voûte » de l'album.
Les paroles de la version finale de la chanson restent truffées d'américanismes, avec des clins d'œil à Iggy Pop et au Legendary Stardust Cowboy, mais elles adoptent le point de vue de la vedette extraterrestre Ziggy Stardust, personnage incarné par Bowie sur l'album et sur scène. L'introduction de la chanson, où Bowie répond avec arrogance au riff de guitare de Mick Ronson « Je suis l'envahisseur de l'espace, je serai une salope rock 'n' roll pour toi », constitue à ce titre une véritable « profession de foi » selon Matthieu Thibault. Musicalement, cette deuxième version présente des arrangements sophistiqués, notamment sur le pont où apparaissent à la fois saxophone baryton et piccolo, une idée reprise de la chanson des Hollywood Argyles (en) Sure Know a Lot About Love, sortie en 1960. Ronson offre également à la chanson un solo de guitare soutenu par la section de cordes qui est souvent considéré comme l'un de ses meilleurs,.

## Fiche technique

### Chansons
Toutes les chansons sont écrites et composées par David Bowie.
| 1. | Moonage Daydream    | 3:52 |
| 2. | Hang On to Yourself | 2:51 |

### Interprètes et équipe de production
- Version d'Arnold Corns :
  - David Bowie : chant, guitare, production
  - Mark Pritchett : guitare
  - Pete de Somogyl : basse
  - Tim Broadbent : batterie[4]

- Version de David Bowie :
  - David Bowie : chant, guitare, saxophone baryton, piccolo, production
  - Mick Ronson : guitare, piano, chœurs, arrangements
  - Trevor Bolder : basse
  - Mick Woodmansey : batterie
  - orchestre de studio
  - Ken Scott : production[8]